# Пликовичі
 Пликовичі (біл. вёска Плікавічы) — село в складі Вілейського району Мінської області, Білорусь. Село підпорядковане Куранецькій сільській раді, розташоване в північній частині області.

## Історія
З 1793 після другого розділу Речі Посполитої Пликовичі, як і вся Вілейщина, входила до складу Російської імперії, був утворений Вілейський повіт у складі спочатку Мінської губернії, а з 1843 - Віленської губернії.
У 1921–1945 роках село знаходилось у Польщі, у Вільнюськім воєводстві, Вілейського повіту, у гміні Куранец.

## Населення
- 1866 рік — 97  людини, 10 будинків[2]
- 1921 рік — 142  людини, 26 будинків[3]
- 1931 рік — 160 людини, 31 будинків[4].